# 中村研一

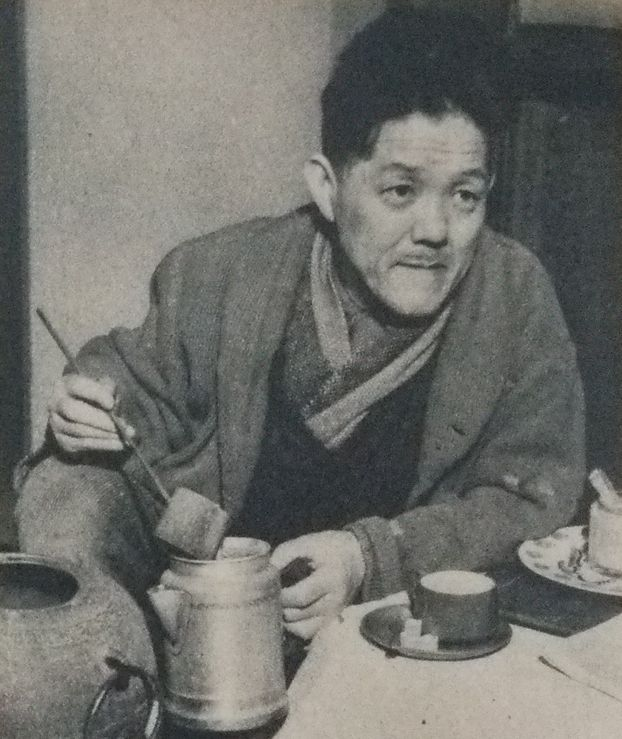
1951年

中村 研一（なかむら けんいち、1895年（明治28年）5月14日 - 1967年（昭和42年）8月28日）は、日本の洋画家。日本芸術院会員。

## 経歴
鉱山技師であり、後に住友本社鉱山技師長（住友本店の技術職のトップ）となる中村啓二郎の長男として、福岡県宗像郡南郷村光岡（現在の宗像市光岡）に生まれる。洋画家の中村琢二は実弟。1909年、福岡県立中学修猷館に入学。修猷館在学中に、生涯の友となる三輪寿壮、日高信六郎らと出会い、児島善三郎、中村琢二らと、絵画同好会「パレット会」を創立し、西洋絵画を勉強する。また、福岡に滞在中であった青山熊治に指導を受けた。
1914年、修猷館を卒業し、美校受験を志すが許されず、第三高等学校の受験準備の名目で京都に出て、鹿子木孟郎の内弟子となる。1915年、画家志望に反対する父を鹿子木に説得してもらい、美校受験が許可され、上京し本郷絵画研究所に入所。同年4月、東京美術学校西洋画科に入学し、岡田三郎助の教室で学ぶ。1919年、第8回光風会展に、『お茶の水風景』を出品し初入選する。 
1920年3月、東京美術学校を卒業。同年、『葡萄の葉蔭』が第2回帝国美術院展覧会（帝展）で初入選し、『若き画家』が東京大正博覧会で3等賞を受賞。1921年、『涼しきひま』が第3回帝展で特選を受賞。1922年、帝展無鑑査（鑑査なしで出品できる資格）となる。1923年、パリに留学する。ここで、モーリス・アスランから大きな影響を受けている。1927年、サロン・ドートンヌ会員となる。
1928年に帰国し、滞欧作『裸体』が第9回帝展で特選を受賞。1929年、『若き日』が第10回帝展で特選を連続受賞。そして、1930年、『弟妹集う』が第11回帝展で帝国美術院賞を受賞する。1931年、36歳にして帝展の審査委員となり、その後も文部省美術展覧会（新文展）、日本美術展覧会（日展）などと改名した官展の審査員を歴任。1937年、ジョージ6世戴冠記念観艦式に参加する軍艦足柄に乗艦して渡英している。
戦時中は、藤田嗣治らとともに、軍の委嘱を受け作戦記録画を制作することとなり、1942年、シンガポールからインドシナへの旅行中に、コタ・バルに15日間滞在し、『安南を憶う』が第5回新文展で昭和奨励賞、野間美術奨励賞を受賞。
作戦記録画『コタ・バル』（東京国立近代美術館蔵、無期限貸与作品）が第1回大東亜戦争美術展に展示され、朝日文化賞（後の朝日賞）を受賞。中村が描いたと確認できる戦争画は17点で、これは藤田嗣治の19点には及ばないもののトップクラスの点数であり、「戦争期に画業の一頂点をなした」とも言われている。
戦後、『南支某基地』を含む戦争画9点がGHQに軍事主義的であるとして没収。1970年、アメリカ合衆国から無期限貸与の形で返還され東京国立近代美術館に収蔵された。
1945年5月、東京大空襲により代々木の住居とアトリエを焼失。戦後は、小金井市中町に転居し永住。日展、光風会展を中心に作品を発表し、1950年、日本芸術院会員に推挙された。1958年、日展常務理事となる。画面に感情や情緒などを付加せず、抜群のデッサン力と構成力で写実的な画風を創り上げ、そのアカデミックで堅実簡明な画風は昭和新写実主義を代表するものであった。妻をモデルにした婦人像と裸婦像を多く制作している。
1967年8月28日、胃癌により国立癌センターにおいて死去。享年72。
翌29日、政府は従四位勲二等瑞宝章を送ることを決定した。
1989年、中村の作品を死後も守り続けてきた妻の富子が、それらを長く後世へ伝えたいと、「中村研一記念美術館」を独力で開館しており、後に小金井市へ寄贈され、改修などを経て、
2006年に「中村研一記念小金井市立はけの森美術館」として開館した。

## 作品

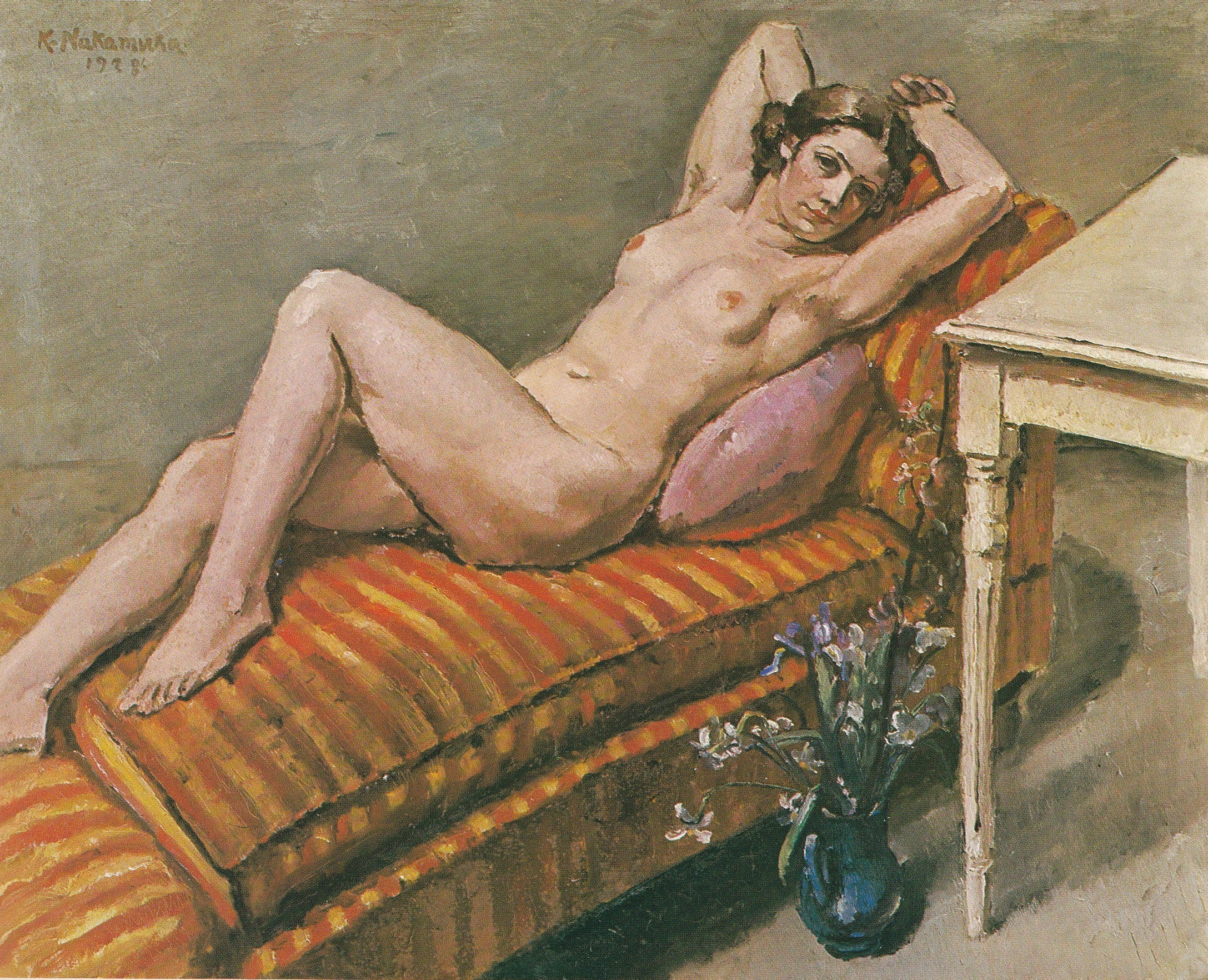
裸婦 1928年
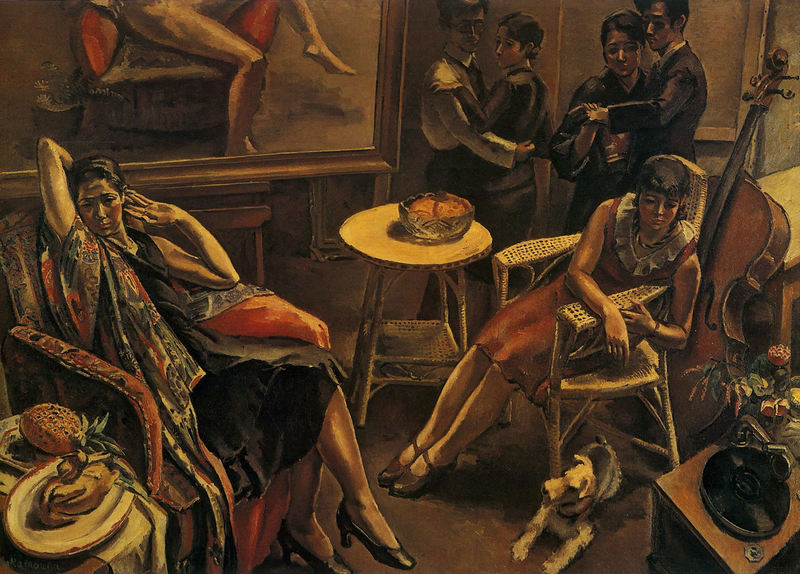
弟妹集ふ 1930年
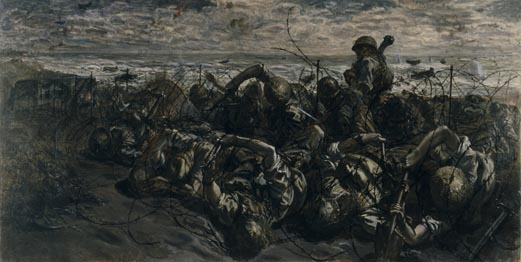
コタ・バル 1942年
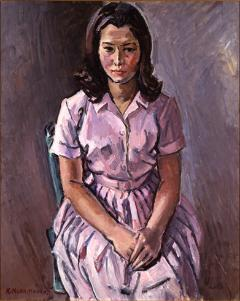
婦人像 1945年
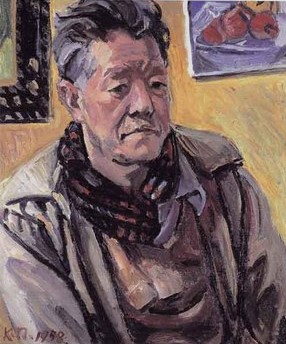
自画像 1958年
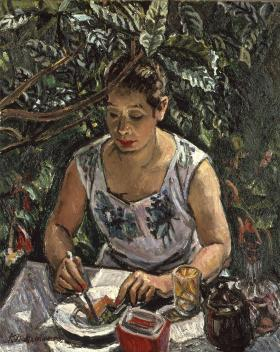
緑の中 1959年

| 作品名                                        | 制作年 | 技法・素材     | サイズ（縦x横cm） | 所有者                                             | 出品展覧会                      | 備考 |
| --------------------------------------------- | ------ | -------------- | ----------------- | -------------------------------------------------- | ------------------------------- | --- |
| 自画像                                        | 1920年 | キャンバス油彩 | 59.7x44.7         | 東京藝術大学                                       | 卒業制作                        | |
| 吉田トキ氏の肖像                              | 1920年 | キャンバス油彩 | 75.0x56.0         | 個人（福岡県立美術館寄託）                         |                                 | |
| 裸体                                          | 1928年 | キャンバス油彩 | 128.7x160.7       | ひろしま美術館                                     | 第9回帝展特選                   | |
| 婦人像                                        | 1929年 | キャンバス油彩 | 145.5x112.1       | 法人（新居浜市美術館寄託）                         |                                 | |
| 中村正奇氏の肖像                              | 1929年 | キャンバス油彩 | 91.0x73.0         | 小金井市立はけの森美術館                           |                                 | |
| 弟妹集う                                      | 1930年 | キャンバス油彩 | 187.0x273.0       | 住友クラブ                                         | 第11回帝展帝国美術院賞          | |
| 祖母トミの肖像                                | 1931年 | キャンバス油彩 | 90.9x72.1         | 中村研一・琢二生家美術館                           |                                 | |
| 車を停む                                      | 1932年 |                |                   | 北九州市立美術館                                   | 第13回帝展                      | |
| 錦旗「御召艦比叡」                            | 1933年 | キャンバス油彩 | 90.7x116.0        | 宗像市立南郷小学校                                 |                                 | 他界した祖母が南郷村で世話になったお礼として、1934年1月24日に中村自身が寄贈。                                                                        |
| 大雪山                                        | 1934年 | キャンバス油彩 | 65.0x80.5         | 小杉放菴記念日光美術館                             |                                 | 日本の国立公園設置運動を盛り上げるべく企画展示された1932年の国立公園洋画展覧会の好評を受け、大雪山国立公園の作画を中村に追加で依頼し描かれた作品。   |
| 卓上の雉                                      | 1934年 | キャンバス油彩 | 129.0x160.0       | 法人                                               |                                 | |
| 瀬戸内海                                      | 1935年 | キャンバス油彩 | 184.0x256.0       | 京都市美術館                                       | 第二部会展                      | |
| 四阪製錬所                                    | 1935年 | キャンバス油彩 | 65.0x81.0         | 法人                                               |                                 | |
| 御代島より別子新居浜を望む                    | 1935年 | キャンバス油彩 | 64.0x79.0         | 法人                                               | 第3回筑前美術展                 | |
| 桜花風景                                      | 1936年 | キャンバス油彩 | 65.4x80.5         | 九州大学                                           |                                 | |
| 日本海沖ノ島                                  | 1936年 | キャンバス油彩 |                   | 宗像市                                             |                                 | 日本海軍の機雷敷設艦・沖島の士官室を飾るために描かれた。                                                                                             |
| 少女                                          | 1938年 | キャンバス油彩 | 61.0x46.0         | 加藤美術館                                         |                                 | |
| 英領マルタ島にて戴冠式足柄参列の途次          | 1938年 | キャンバス油彩 | 50.0x65.0         | 宗像市                                             |                                 | |
| 戦艦伊勢                                      | 1938年 | キャンバス油彩 | 50.2x61.0         | 呉市海事歴史科学館（大和ミュージアム）             |                                 | 戦艦伊勢の艦長も務めた山口多聞の艦長退官にあたり、伊勢の准士官以上から山口に贈る記念品として依頼された。                                             |
| 水上機の活躍                                  | 1940年 | キャンバス油彩 | 130.5x162.5       | 海上自衛隊第1術科学校                              |                                 | 1938年1月10日の九五式水上偵察機による柳州飛行場爆撃を描く                                                                                            |
| みほの関                                      | 1941年 | キャンバス油彩 | 46.2x53.5         | 呉市海事歴史科学館（大和ミュージアム）             |                                 | 戦艦大和の士官室を飾るために描かれた作で、額の裏面や本体木枠に「軍艦大和士官室」の墨書がある。大和が九州の南海上に出撃する際に外されたため現存する。 |
| コタ・バル                                    | 1942年 | キャンバス油彩 | 159.0x314.0       | 東京国立近代美術館保管（アメリカ合衆国無期限貸与） | 第1回大東亜戦争美術展朝日文化賞 | 太平洋戦争開戦当日に行われたマレー作戦におけるコタバル敵前上陸作戦を描いた作                                                                         |
| マレー沖海戦                                  | 1942年 | キャンバス油彩 | 192.0x257.5       | 東京国立近代美術館保管（アメリカ合衆国無期限貸与） | 第1回大東亜戦争美術展           | マレー沖海戦において日本海軍航空隊が戦艦プリンス・オブ・ウェールズと巡洋戦艦レパルスを攻撃する                                                       |
| 昭南                                          | 1942年 | キャンバス油彩 | 60.7x72.5         | 法人                                               |                                 | |
| 安南を憶ふ                                    | 1942年 | キャンバス油彩 | 100.3x80.7        | 北九州市立美術館                                   | 第5回新文展昭和奨励賞           | |
| シンガポールへの道                            | 1943年 | キャンバス油彩 | 129.0x161.0       | 小金井市立はけの森美術館                           | 第1回陸軍美術展                 | |
| 北九州上空野辺軍曹機の体当たりB29二機を撃墜す | 1945年 | キャンバス油彩 | 259.0x188.0       | 東京国立近代美術館保管（アメリカ合衆国無期限貸与   | 戦争記録画展                    | 研一最後の戦争画 |
| 婦人像                                        | 1945年 | キャンバス油彩 | 100.0x80.3        | 小金井市立はけの森美術館                           |                                 | |
| マラヤの装い                                  | 1946年 | キャンバス油彩 | 90.5x73.0         | 東京藝術大学                                       | 第2回日展                       | |
| サイゴンの夢                                  | 1947年 | キャンバス油彩 | 99.0x79.2         | 福岡県立美術館                                     | 第3回日展                       | |
| 裸体                                          | 1952年 | キャンバス油彩 | 144.4x95.8        | 福岡県立美術館                                     |                                 | |
| 白い花                                        | 1954年 | キャンバス油彩 | 65.6x80.5         | 法人                                               | 第40回光風会展                  | |
| 自画像                                        | 1958年 | キャンバス油彩 | 73.0x61.0         | 小金井市立はけの森美術館                           |                                 | |
| 静物                                          | 1959年 | キャンバス油彩 | 91.3x117.0        | 北九州市立美術館                                   | 第45回光風会展                  | |
| 夏                                            | 1960年 | キャンバス油彩 | 116.7x90.9        | 小金井市立はけの森美術館                           | 第46回光風会展                  | |
| 庭の静物                                      | 1960年 | キャンバス油彩 | 91.1x115.5        | 個人                                               | 第46回光風会展                  | |
| 早春                                          | 1962年 | キャンバス油彩 | 91.0x73.0         | 小金井市立はけの森美術館                           | 第48回光風会展                  | |
| 庭にて                                        | 1963年 | キャンバス油彩 | 80.3x65.7         | 福岡県立美術館                                     |                                 | |
| 婦人像                                        | 1963年 | キャンバス油彩 | 100.5x81.0        | 小金井市立はけの森美術館                           | 第6回新日展                     | |
| バラ                                          | 1967年 | キャンバス油彩 | 40.9x31.8         | 小金井市立はけの森美術館                           |                                 | 絶筆 |

- 裸婦 1928年
- 弟妹集ふ 1930年
- コタ・バル 1942年
- 婦人像 1945年
- 自画像 1958年
- 緑の中 1959年

## 著書・画集
- 『絵画の見かた―画家と美学者との対話 』矢崎美盛との共著（岩波新書、1953年）
- 『中村研一画集』六藝書房、1980年